# 萨摩亚地理

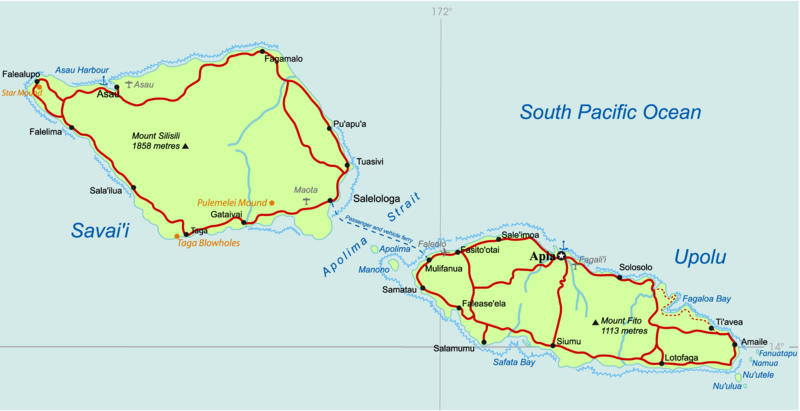
萨摩亚的地图

萨摩亚由两个大岛-乌波卢岛与萨瓦伊岛以及两岛周围的8个小岛组成。

## 地貌
除乌波卢岛与萨瓦伊岛外，还有另外8个小岛：3个岛位于阿波利马海峡（马诺诺岛、阿波利马岛及Nu'ulopa岛）)，4个（Aleipata群岛）位于乌波卢岛以东（Nu'utele、Nu'ulua、Namua以及Fanuatapu岛）以及位于乌波卢岛南岸Vaovai村以南1.4km的Nu'usafe'e岛（面积小于 0.01 km²）。
萨摩亚最高点位于萨瓦伊岛上的Mauga Silisili，海拔1,857 m。

## 气候
气候属于热带，雨季从11月到4月。

## 自然资源
自然资源主要有水力、鱼类